# 凱爾特布立吞人

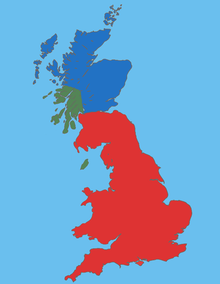
公元一世紀早中期的大不列顛，直到盎格魯-撒克遜王國建立前為止。
主要古布立吞語流通地區
主要皮克特語流通地區
主要戈伊德爾語流通地區

凱爾特布立吞人（英语：Celtic Britons）又称古布立吞人（Ancient Britons），是一個古代凱爾特人的分支，存在於盎格鲁-撒克逊入侵之前的史前不列颠和羅馬不列颠时期，是居住於大不列颠岛福斯河以南地区的原住民。凱爾特布立吞人存在於大不列颠岛的最早證據可以追溯到不列颠鐵器時代。
凯尔特布立吞人所使用的海岛凯尔特语語言被现代语言学家稱為古布立吞語（Old Brittonic）或“普通布立吞语”（Common Brittonic）。在公元1世紀羅馬人征服大不列颠中南部并建立殖民行省後，罗马-不列颠文化出現，於是不列颠拉丁语就跟本土的古布立吞語以及同属海岛凯尔特语的皮克特语和盖尔语共存。在西罗马帝国灭亡后，不列颠行省被撤销，源自日德兰半岛的盎格鲁-撒克逊人借机入侵并征服了大不列颠南部，凯尔特布立吞人被大量清洗、驱逐或同化，古英语也取代了古布立吞语成为大不列颠中南部的主流通用语，只有威尔士和康沃尔等地（以及布列塔尼人从德文地区跨海迁移到的布列塔尼半岛）保留了一些布立吞语方言。

## 外部連結
- History - Native Tribes of Britain（页面存档备份，存于） - 英國廣播公司
- DNA from ethnic Britons found in Ireland（页面存档备份，存于）